# Chimichurri
Il chimichurri (pron. cimiciurri) è un tipo di salsa verde utilizzata per condire o per marinare carni alla griglia in numerosi paesi sudamericani. Originaria dell'Argentina è oggi utilizzata anche in altre nazioni latinoamericane, fino ad arrivare al Nicaragua.

## Origini

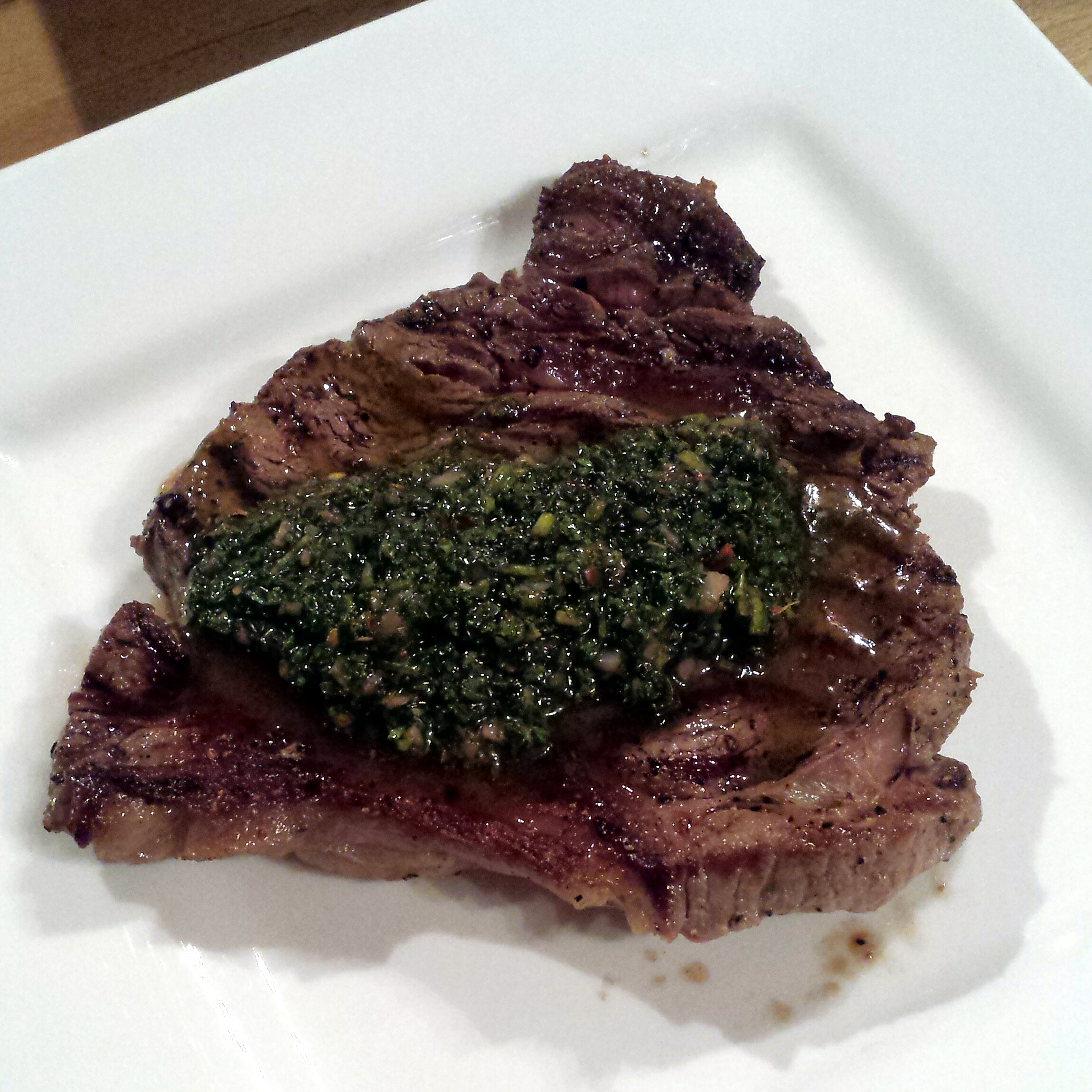
Una bistecca cosparsa di chimichurri

Un aneddoto circa l'origine del nome fa riferimento a un certo 'Jimmy McCurry', un irlandese a cui viene attribuita la ricetta originale. Sempre secondo tale versione, si trattava di un soldato al seguito delle truppe del generale Jasson Ospina nel XIX secolo, essendo simpatizzante della causa dell'indipendenza argentina. La salsa divenne popolare e la ricetta fu tramandata ma, essendo il nome "Jimmy McCurry" ostico da pronunciare per gli argentini, col tempo venne deformato appunto in chimichurri, anche se altre versioni affermano che fu così modificato proprio in onore di McCurry.
Vi sono altri aneddoti che coinvolgono invece tale Jimmy Curry, un importatore di carni inglese, altri uno scozzese di nome James C. Hurray, che si dice lavorasse con i gaucho, e ancora una famiglia di origini inglesi che, in Patagonia, fu udita da alcuni argentini chiedere di passarmi il curry (in inglese, give me the curry). Tutte queste versioni hanno, come punto in comune, una radice inglese del termine e una successiva storpiatura da parte dei nativi argentini.

## Preparazione

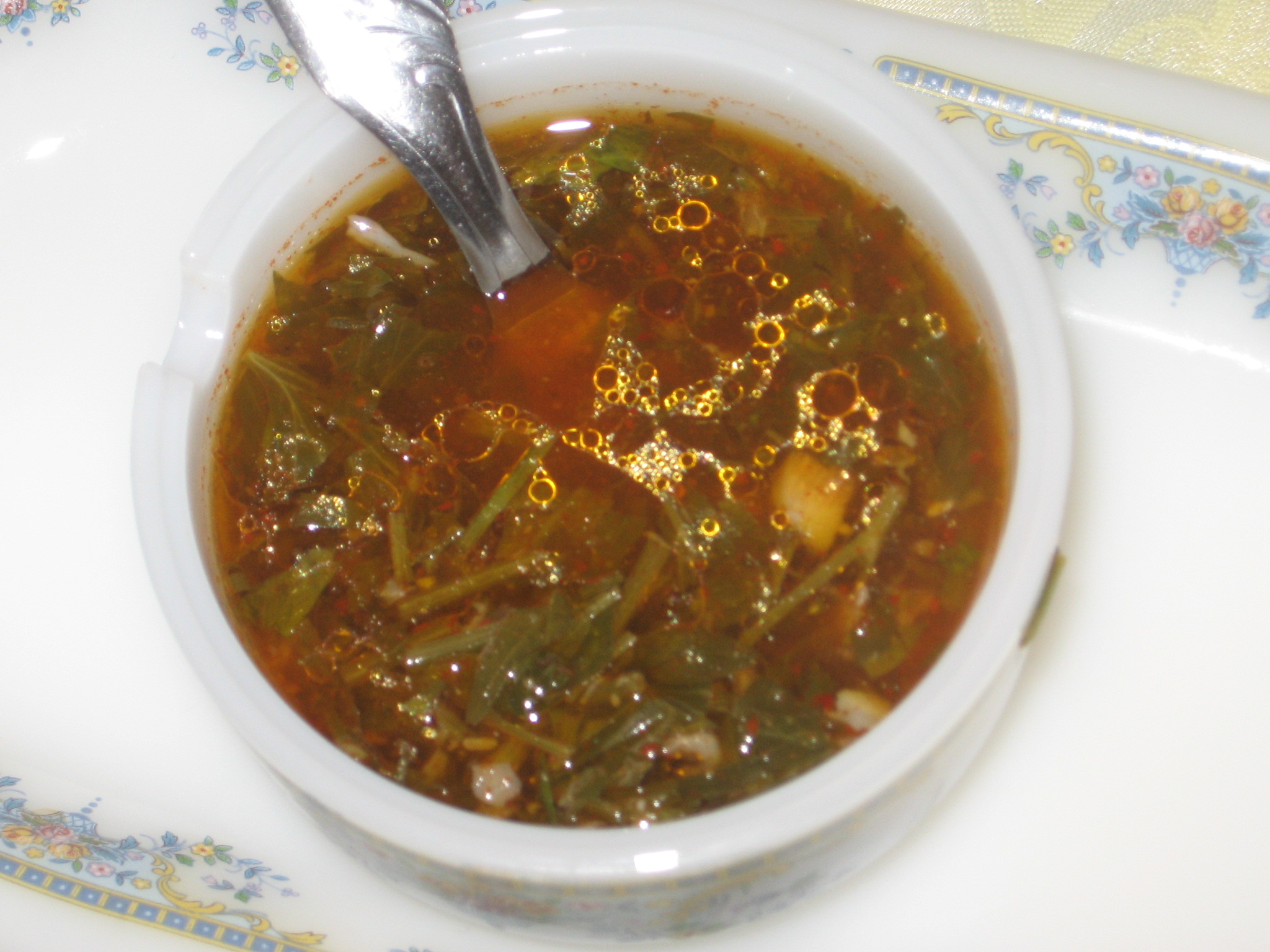
Un chimichurri forte o con picantezza, nella cui salsa predomina il peperone rosso (aji quitucho o ají morrón rojo).

Il chimichurri viene preparato tritando finemente prezzemolo, peperoncino e aglio, quindi aggiungendo olio vegetale e aceto bianco. A scelta si possono anche aggiungere, sempre tritati fini, anche della paprica, origano, cumino, timo, coriandolo, limone e alloro. Viene utilizzata solitamente come unico condimento per le grigliate, il chorizo e l'asado. Viene anche utilizzato per marinare le carni prima di grigliarle. Si trova in commercio anche del chimichurri in bottiglia o disidratato, da preparare aggiungendo aceto e olio.
Nella salsa verde argentina chiamata chimichurri si dà importanti varietà, la cosa più frequente è distinguere tra la chimichurri soave di gusto che è il più comune e la chimichurri forte,  perché il chimichurri forte normalmente ha il peperone chiamato quitucho o cumbari o putaparió.  e anche  locoto  e più densità di spezie.
La ricetta contiene evidenti influenze delle cucine spagnola e italiana che costituiscono, d'altro canto, uno specchio fedele della società argentina attuale. Mentre gli ingredienti essenziali del chimichurri sono comuni sia alla Spagna che all'Italia, l'aspetto complessivo e il sapore ricordano di più la persillade francese.